# Japán erdeifenyő
A japán erdeifenyő vagy vöröskérgű fenyő (Pinus densiflora) a fenyőfélék családjába tartozó növényfaj.

## Származása, elterjedése
Északkelet-Kína, Japán, Korea a síkságoktól a hegyvidékekig.

## Leírása
Ernyőszerűen szétterülő 35 méter magasra megnövő örökzöld fenyő.
Kérge vöröses, majd szürkésbarna, idővel szabálytalanul megrepedezik.
A levelei tűlevelek, keskenyek, 10 cm hosszúak, fénylő zöldek, kettesével lapulnak a sima, zöld hajtásokon.
A fiatal hajtásokon a sárgásbarna porzós és a vörös termős tobozok a tavasz végén nyílnak. A toboz kúpos, 5 cm hosszú, világosbarna és két évig érik.

## Képek

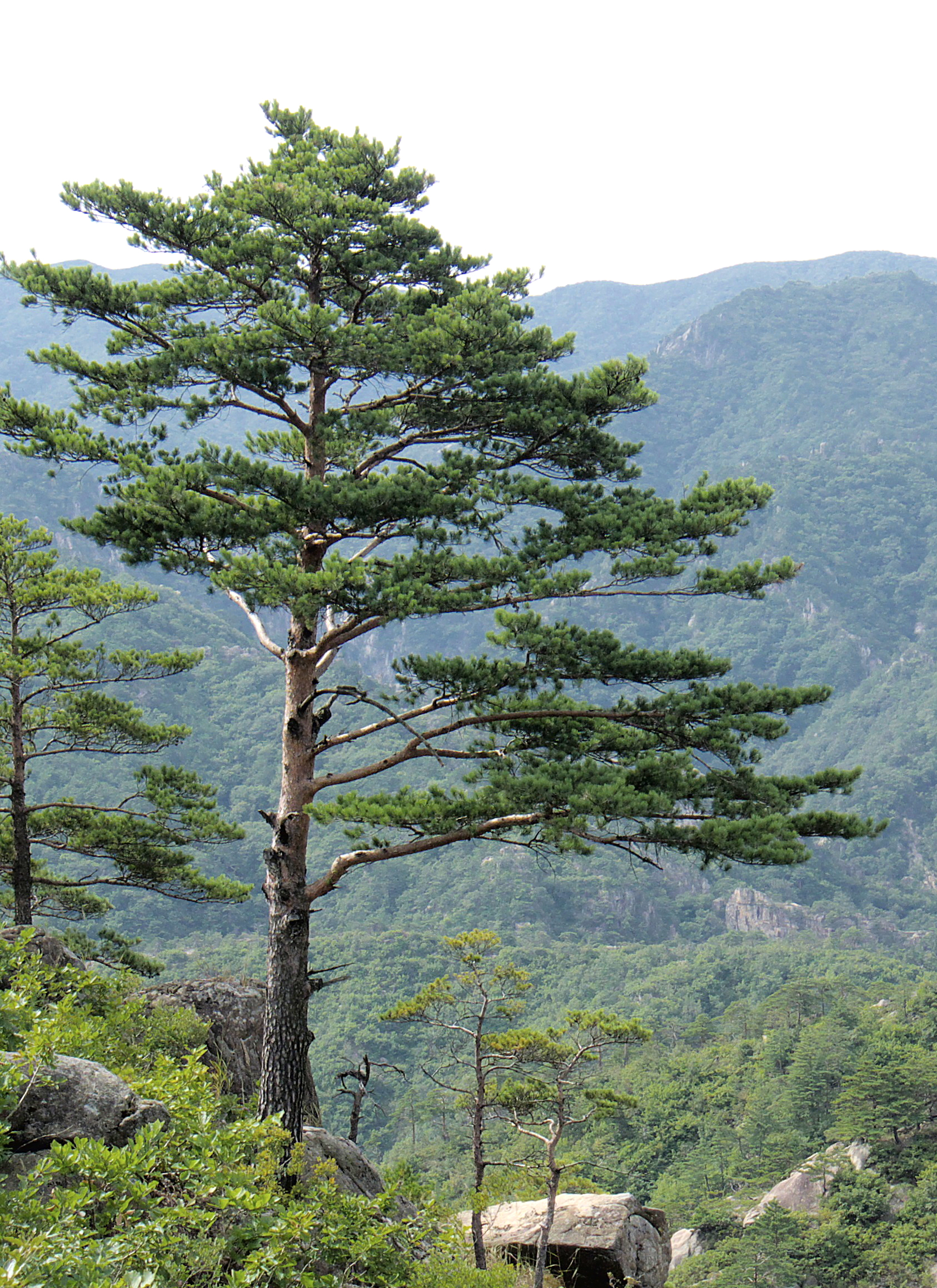
habitusa
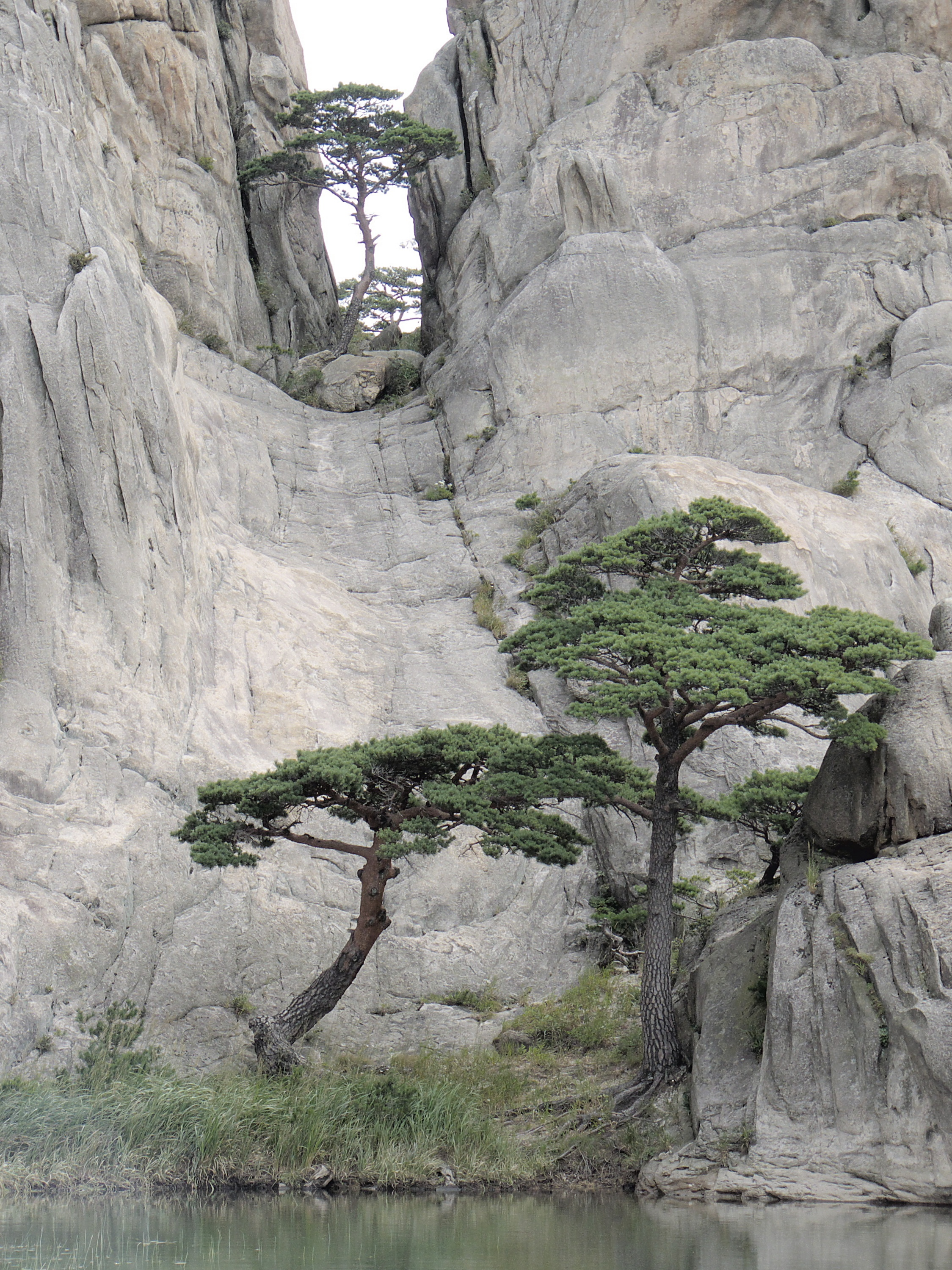
japán erdeifenyők Kumgangsan, Észak és Dél-Korea határa közelében
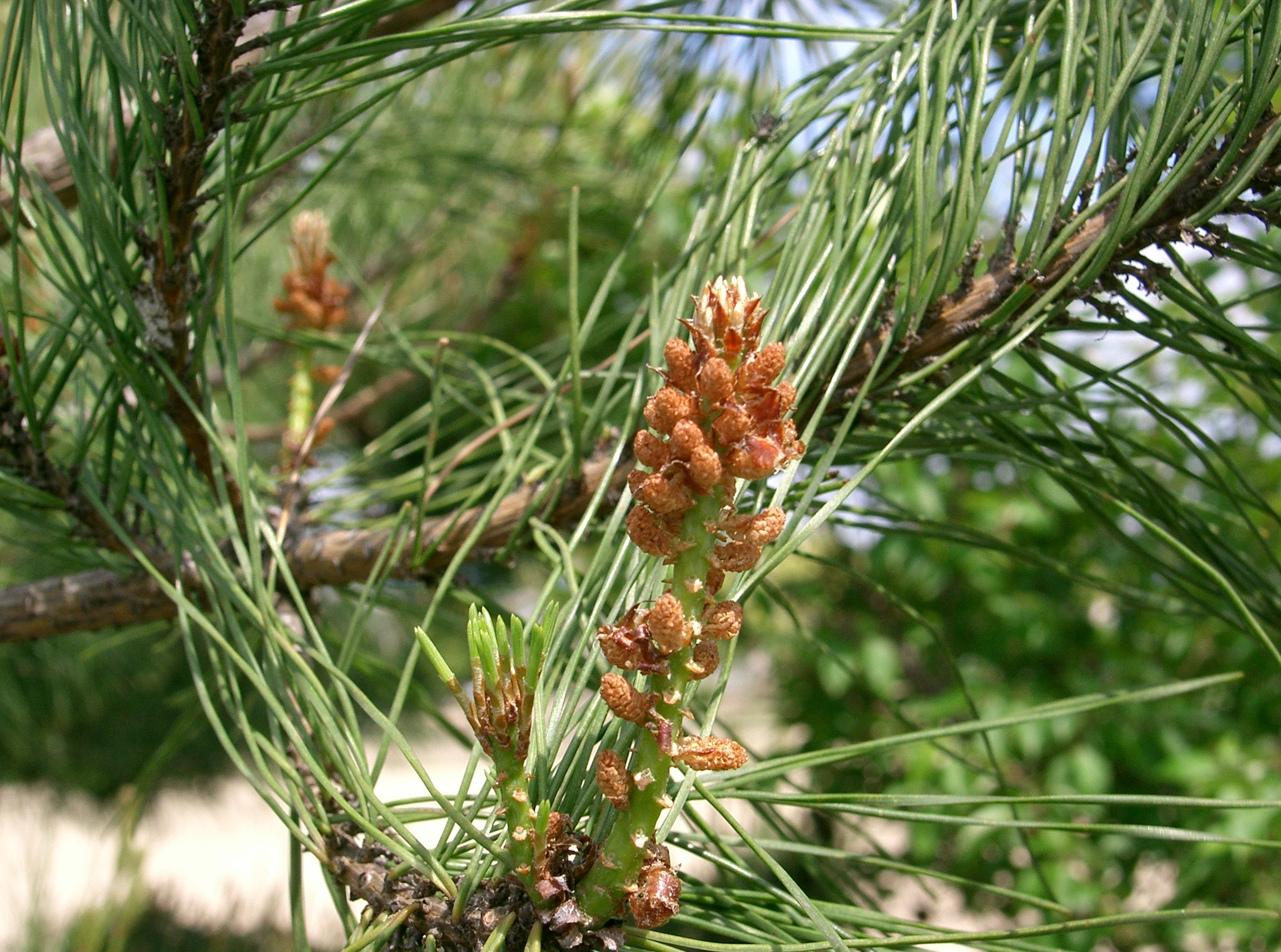
levelei és porzós barkái
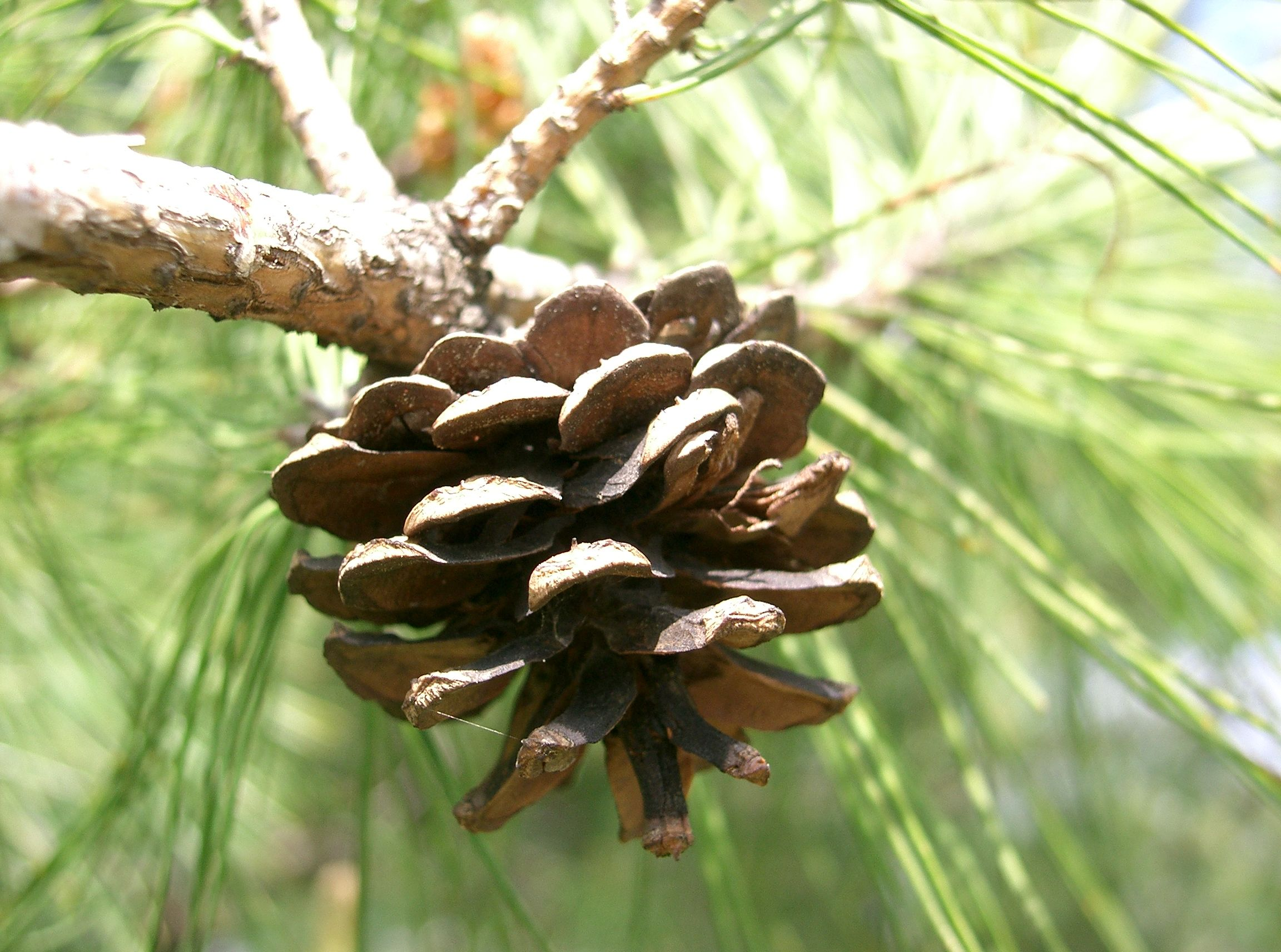
toboza
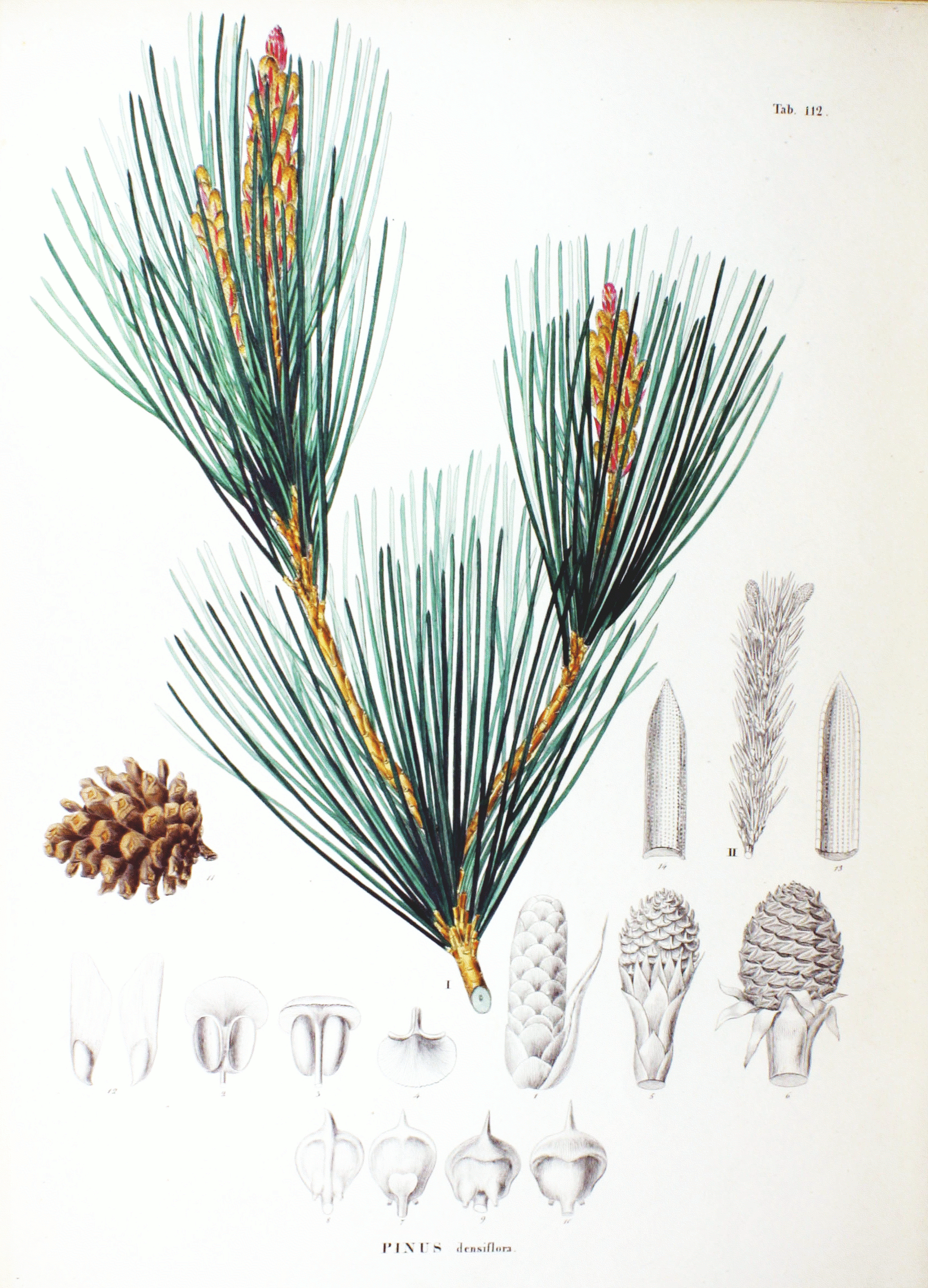
illusztrációja
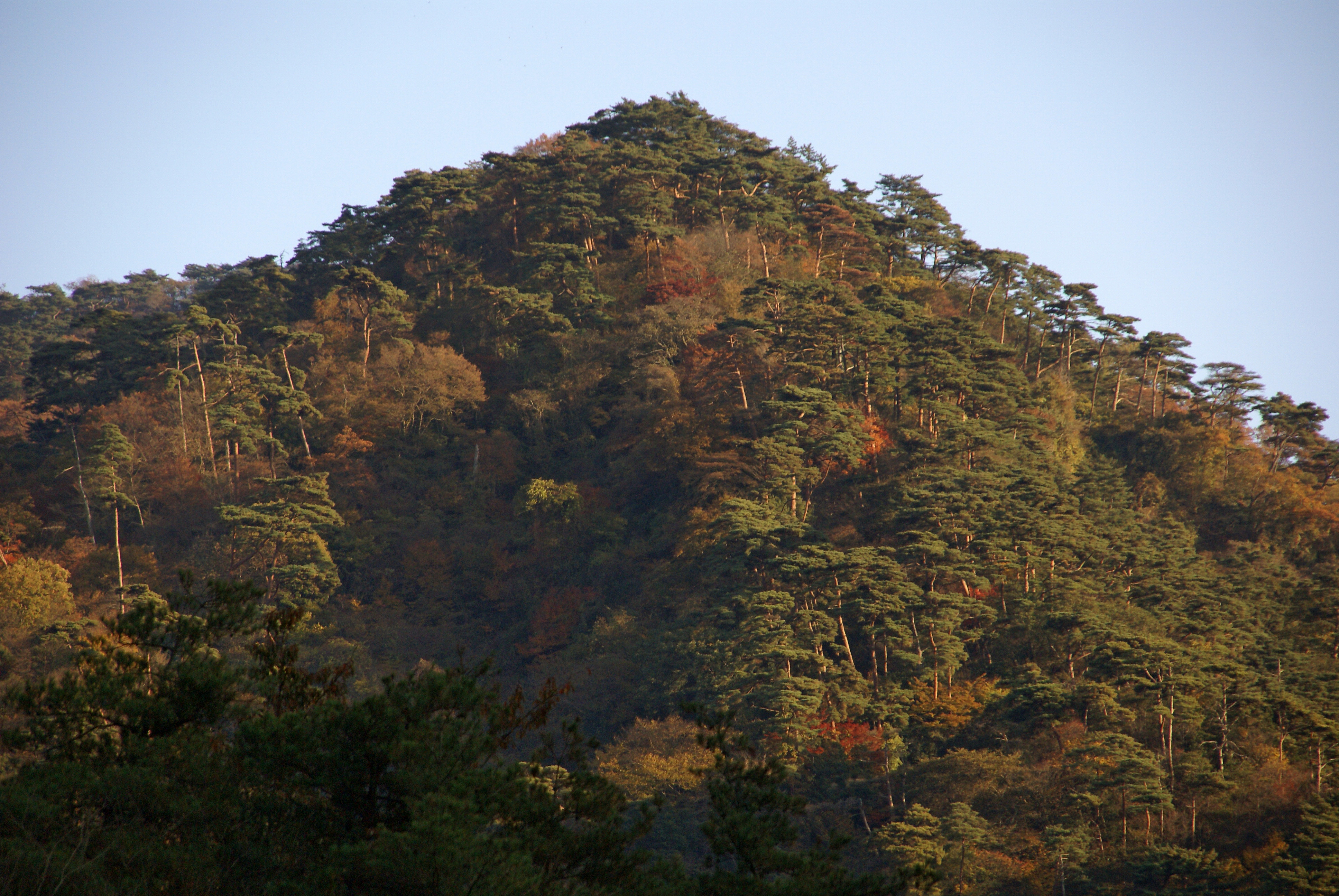
termőhelyén